# Горки (Тосненский район)
Го́рки — деревня в Нурминском сельском поселении Тосненского района Ленинградской области.

## История
По данным «Памятной книжки Санкт-Петербургской губернии» за 1905 год Горки и Посёлок Риполово, это «финлядские посёлки на землях арендованных в имении господина Маркова».
Деревня административно относилась к Шапкинской волости 1-го стана Шлиссельбургского уезда Санкт-Петербургской губернии.
На карте 1913 года на месте современной деревни Горки обозначен Охотничий дом, Посёлок Риполово и Посёлки.

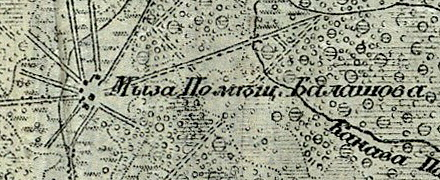
Земли деревни Горки. 1917 год

Согласно военно-топографической карте Петроградской и Новгородской губерний издания 1917 года на месте современной деревни Горки находилась Мыза помещика Балашова.
С 1917 по 1922 год деревня Горки входила в состав Жоржинского сельсовета Шапкинской волости Шлиссельбургского уезда.
С 1922 года в составе Нурминского сельсовета.
С 1923 года в составе Жоржинского сельсовета Лезьенской волости Ленинградского уезда.
С 1924 года в составе Эстонского поссовета.
Согласно данным переписи населения СССР 1926 года в деревне Горки проживали 167 человек, все ингерманландцы, за исключением одной русской семьи.
С февраля 1927 года в составе Ульяновской волости. С августа 1927 года в составе Колпинского района. 
С 1930 года, в составе Тосненского района.

План деревни Горки. 1931 год

Согласно топографической карте 1931 года деревня насчитывала 39 крестьянских дворов.
По данным 1933 года деревня Горки входила в состав Эстонского национального сельсовета Тосненского района.
С 1939 года в составе Шапкинского сельсовета.
С 1 августа 1941 года по 31 декабря 1943 года деревня находилась в оккупации.
В 1965 году население деревни Горки составляло 255 человек.
По данным 1966, 1973 и 1990 годов деревня Горки также находилась в составе Шапкинского сельсовета.
В 1997 году в деревне Горки Шапкинской волости проживали 112 человек, в 2002 году — 108 человек (русские — 92 %).
В 2007 году в деревне Горки Нурминского СП — 117 человек.

## География
Деревня расположена в северной части района на автодороге 41К-836 (подъезд к дер. Нечеперть), к северу и смежно с центром поселения — деревней Нурма.
Расстояние до административного центра поселения — 0,5 км.
Расстояние до ближайшей железнодорожной станции Нурма — 0,5 км.

## Демография
| 2007 | 2010 | 2017 |
| ---- | ---- | ---- |
| 117  | ↗131 | ↘117 |

## Улицы
Землеустроительный проезд, Лесной проезд, Овражный переулок, Полевая, Полевой переулок.